# Universitat Alfonso X el Sabio
La Universitat Alfonso X el Sabio (UAX) és una universitat privada situada a la Comunitat de Madrid. El seu nom rendeix homenatge a Alfons X de Castella. Les titulacions que s'hi poden estudiar inclouen les àrees tècniques, socioeconòmiques i les de ciències de la salut. Aquesta darrera destaca, ja que compta amb centres sanitaris propis. També disposa d'una forta vinculació amb el món empresarial, amb un total de 8800 convenis de col·laboració amb diferents organismes, empreses, centres,etc.

## Història
El 19 d'abril del 1993 el Congrés dels Diputats va aprovar la seva creació (Llei 9/1993), iniciant-se el primer curs acadèmic el 1994. Ha estat autodenominada "La Universitat de l'empresa" pel fet que va néixer com a projecte per a la inserció dels seus titulats al món laboral.

## Campus i centres

### Campus Villanueva de la Cañada
És el campus principal de la universitat. Situat al municipi madrileny de Villanueva de la Cañada compta amb una capacitat d'acollida de 15.000 alumnes, els quals tenen la possibilitat de residir al mateix campus amb una oferta de tres residències universitàries. Els serveis amb els quals disposa són instal·lacions esportives de tota mena (futbol, bàsquet, rugbi, atletisme, etc), la biblioteca amb un fons bibliogràfic amb 68.200 volums, 11 laboratoris d'investigació i 45 laboratoris per reproduir la realitat laboral.
Els estudis disponibles són els graus relacionats amb aquestes àrees:
- Ciències de la Salut i l'Esport
- Enginyeries i Arquitectura
- Estudis Socials i Jurídic,s
- Educació
- Llengües Aplicades

També s'hi imparteixen diversos màsters, alguns dels quals es fan a d'altres campus per la necessitat d'instal·lacions específiques.

### Campus de Madrid-Chamartín
Edifici ubicat a Madrid, per completar l'oferta amb la docència d'especialitzacions dels màsters universitaris i la docència dels estudis artístics avançats.

### Centres sanitaris assistencials
La universitat compta amb tres centres sanitaris a Madrid: la Clínica Universitària Odontològica Alfonso X el Sabio, la Policlínica Universitària Alfonso X el Sabio i el Centre Odontològic d'Innovació i Especialitats Avançades; així com un hospital veterinari a Villanueva de la Cañada i l'Hospital Clínic Veterinari UAX, tots ells amb un doble objectiu docent i assistencial.

### Centres delegats a Canàries i Balears
A Canàries i a Palma disposen de centres delegats amb personal de la universitat, els quals permeten matricular-se, rebre informació i la reserva de les residències sense necessitat d'anar a Madrid.

### Granja experimental
Situada a Navas del Rey, compta amb huit hectàrees per fer pràctiques de producció animal i agropecuàries amb animals salvatges.